# Špičák
Le Špičák (en allemand : Spitzberg) est une montagne culminant à 1 202 mètres d'altitude située dans la Forêt de Bohême, sur le territoire du village éponyme de Špičák (198 habitants) à deux kilomètres au nord de Železná Ruda, dans la région de Plzeň dans le Sud-Ouest de la République tchèque.
Le tunnel ferroviaire de Špičák passe sous la montagne. Il s'agit du deuxième plus long tunnel de ce genre du pays, avec 1 747 mètres, après le tunnel de Březenský.

## Domaine skiable
Une petite station de sports d'hiver a été aménagée sur les pentes de la montagne. Elle dispose du plus important domaine skiable de la Forêt de Bohême (côté tchèque). La plus longue piste est de 1,8 km, et offre un dénivelé de 338 mètres rare pour la région. Šance est quant à elle la piste (noire) la plus raide du pays (100 %, soit 45°). La remontée mécanique principale est le nouveau télésiège 4-places à tapis d'embarquement, relativement lent. Il dessert l'intégralité du domaine principal. Il a été construit en 2005, en partie via des financements de l'Union européenne.
La majorité du domaine skiable est, en comparaison avec les plus petites stations de la région situées à plus basse altitude, relativement enneigé. La majorité du domaine est équipée d'enneigeurs, ce qui permet une exploitation du domaine même lorsque les précipitations naturelles viennent à manquer.
La pratique du ski nocturne est possible les mercredis, vendredis et samedis sur la piste Lubska.
Deux petits sous-domaines sont situés à proximité immédiate du domaine principal, mais ne sont pas reliés skis aux pieds et représentent moins de 15 % du domaine total. Six téléskis y desservent de courtes pistes bleues adaptées particulièrement aux skieurs de niveau débutant.
Un skibus circule gratuitement entre le domaine skiable et le parking payant situé à quelques centaines de mètres du bas des pistes.